# Scaphimyia takanoi
Scaphimyia takanoi là một loài ruồi trong họ Tachinidae.